# نيلسون زيلايا
نيلسون زيلايا (بالإسبانية: Nelson Zelaya)‏ هو لاعب كرة قدم ومدرب كرة قدم باراغواياني في مركز الدفاع، ولد في 9 يوليو 1973 في أسونسيون في باراغواي. شارك مع منتخب باراغواي لكرة القدم. أما مع النوادي، فقد لعب مع أوليمبيا أسونسيون وذي سترونغيست وريكرياتيفو وسيرو بورتينيو وناسيونال أسونسيون.

## وصلات خارجية
- نيلسون زيلايا على موقع الاتحاد الأوربي (الإنجليزية)
- نيلسون زيلايا على موقع قاعدة بيانات كرة القدم.إي يو (الإنجليزية)
- نيلسون زيلايا على موقع ناشيونال فوتبول تيمز (الإنجليزية)
- نيلسون زيلايا على موقع عالم كرة القدم.نت (الإنجليزية)